# Mollinedia elegans
Mollinedia elegans är en tvåhjärtbladig växtart som beskrevs av Louis René Tulasne. Mollinedia elegans ingår i släktet Mollinedia och familjen Monimiaceae. Inga underarter finns listade i Catalogue of Life.